# 乙部
- 關於古籍「經史子集」四部分類法中的「史」，請見「史書 (東亞)」。
- 關於日本北海道的乙部町，請見「乙部町」。

乙部為漢字索引中的部首之一，計一畫，是康熙字典214個部首中的第5個（在一畫的中為第5個）。乙部構字時通常位於左、右、下方。一字帶「乙、乚」等類似筆畫且無其他部首時歸為乙部。
简化字中相應的部首為乛部，計一畫；“亅、乚、乙”為乛部的附形部首。

## 部首單字解釋
1. 天干的第二位。參見「乙」。
2. 第二、次一等。
3. 某人的代稱。
4. 古人讀書用筆在暫停處畫上「打勾」的記號。也叫鈎乙。
5. 塗改顛倒或脫漏的文字。
6. 舊時商業上用以代替「一」字。
7. 古代樂譜中表示音階高低的符號。相當於簡譜的「7」。
8. 魚目旁骨名。能鯁喉傷人。

- 補充：原意是表示草木在出芽的時候彎彎曲曲的形狀。

乚：「隱」的或體。
𠃊：「隱」的古字。
𠃋：「肱」的古文。
𠃑：「隱」字篆文。
乛：乙的簡體部首，同「𠃍」、「𠃌」、「⺄」。
另外，在韓國漢字裏，放在下面的「乙」的讀音是終聲-ㄹ(l)，漢字演變為讀音方式。例如乭（돌、dol、是要表達出有石的含義和讀音的固有語）、乫（갈、gal、「加」的讀音가(ga)是終聲ㄹ(l)後面的付加讀音）。這些例子在人名等固有名詞中經常使用。

## 字形

甲骨文
金文
大篆
小篆

### 部首字元及變形
在 Unicode和文字區的相關部首字元只有一個，就是康熙部首「⼄」（KANGXI RADICAL SECOND [U+2F04]）、文字區「乙」（CJK UNIFIED IDEOGRAPH-4E59）。

### 永字八法
左圖是永字八法中的「乚」。

## 名稱
- 漢語：乙部（注音：ㄧˇ ㄅㄨˋ）、乛部（注音：ㄓㄜˊ ㄅㄨˋ）、乙字旁
- 朝鲜語：
- 日語：
- 越南語：（部乙）
- 英語：Radical Second

## 字例
| 部首外筆畫 | 字例 -{                        |
| ---------- | ------------------------------ |
| 0          | 乙乚𠃊𠃋乛𠃍𠃌⺄𠃑             |
| 1          | 乜九龴                         |
| 2          | 也乞㐇㐈㐉习                   |
| 3          | 乣乤乥𠃝㐊㐋书                 |
| 4          | 㐌𠃣乧㐍㐎㐏                   |
| 5          | 乨乩乪乫㐐乬乭乮乯㐑㐒㐓㐔㐕买 |
| 6          | 乱㐖𠃩㐗㐘乲                   |
| 7          | 乳乵乸𠃮𠃯乴乶乷㐚㐛㐙         |
| 8          | 乹𠃵𠃷㐜乺乻乼㐝㐞㐟㐠         |
| 9          | 𠃸乽                           |
| 10         | 亀乾乿㐡㐢㐣𠄀                 |
| 11         | 亁㐤                           |
| 12         | 亂亃亄                         |
| 13         | 𢆡                             |
| 15         | 㐥                             |
| 18         | 㐦 }-                          |